# Ralph 2.0
Série Classiques d'animation Disney
Vaiana 
(2016) La Reine des neiges 2
(2019)
Série Les Mondes de Ralph
Les Mondes de Ralph
(2012) Les Mondes de Ralph 3
Pour plus de détails, voir Fiche technique et Distribution.
Ralph 2.0 ou Ralph brise l'Internet au Québec (Ralph Breaks the Internet) est le 141e long-métrage d'animation et le 57e « classique d'animation » des studios Disney, réalisé par Rich Moore et Phil Johnston et sorti en 2018. Il fait suite au film Les Mondes de Ralph (2012).
Le film est un succès, avec plus de 529 millions de dollars récoltés, tout en obtenant d'excellentes critiques,. Il reçoit une nomination pour le meilleur film d'animation à la 76e cérémonie des Golden Globes et à la 24e Critics' Choice Awards,.

## Synopsis
Six ans après les événements du premier film (Les Mondes de Ralph), Ralph La Casse et Vanellope restent toujours les meilleurs amis du monde et s'amusent chaque nuit à jouer ensemble. Alors que Ralph est heureux de la vie qu'il a, Vanellope avoue être ennuyée par son jeu, qui est trop prévisible, et aimerait de la nouveauté. Un jour, Ralph essaie d'exaucer son souhait en créant une course bonus dans l'un des circuits. Vanellope va contre la joueuse de la borne d'arcade pour profiter de la course à fond, tant et si bien que la joueuse, en forçant trop sur le volant, le casse. La situation paraît désespérée lorsque le propriétaire de la salle d'arcade, M. Litwak, annonce que la société ayant conçu Sugar Rush a fait faillite. De plus, quand la joueuse trouve un volant sur eBay, M. Litwak le trouve trop cher et n'a d'autre choix que de débrancher la borne de Sugar Rush en attendant l'épaviste, laissant tous les personnages du jeu sans abri.
Le soir venu, après une discussion avec Félix Fixe Jr., Ralph décide d'aller dans Internet via le routeur de Wi-Fi récemment installé par M. Litwak pour trouver le volant de Sugar Rush. Il emmène Vanellope avec lui. Bien qu'ils arrivent à le gagner aux enchères en offrant 27 001 dollars, ils ne peuvent pas le payer et doivent trouver l'argent en 24 heures. Les deux amis vont voir Spamley, un spam, pour se faire rapidement de l'argent, et trouve une offre lucrative qui consiste à voler une voiture très rare appartenant à Shank dans un MMORPG appelé La Course Infernale. Ralph et Vanellope volent la voiture, mais sont forcés de la rendre. Shank félicite Vanellope sur ses talents de conductrice et les dirige vers Yesss, la directrice de Buzzztube, où Ralph décide de faire une série de vidéos virales en s'inspirant de concepts à la mode pour gagner l'argent.
Alors que les vidéos de Ralph font sensation, Vanellope rejoint l'équipe de Yesss, qui fait apparaître des fenêtres pop-up. Ralph dit à Yesss d'emmener Vanellope dans un site de fans de Disney intitulé Oh My Disney, où elle rencontre et se lie d'amitié avec les princesses Disney, qui l'encouragent à chanter, quand Ralph appelle Vanellope pour lui dire qu'il a récupéré assez d'argent pour acheter le volant. Quand Vanellope ne rejoint pas Ralph à eBay, il l'appelle une deuxième fois et le téléphone décroche par accident et Ralph est mis en muet. Il entend Vanellope confesser à Shank qu'elle aimerait rester dans La Course Infernale car son imprévisibilité et les défis qui s'y présentent la font se sentir vivante, contrairement à Sugar Rush. Horrifié à l'idée que Vanellope puisse l'abandonner, Ralph retourne voir Spamley pour lui demander s'il connaît un moyen de rendre La Course Infernale plus ennuyante afin de convaincre Vanellope de rester avec lui. Spamley l'emmène alors dans le dark web, où il fait la connaissance de Double Dan, une créature qui lui donne Arthur, un virus de vulnérabilité, qui recrée les défauts qu'il trouve. Quand Ralph lâche le virus dans La Course Infernale, il copie le glitch de Vanellope et le recopie dans tout le jeu, causant un reboot du jeu. Ralph sauve Vanellope juste avant que le jeu ne redémarre, ce qui aurait pu la supprimer pour toujours.
Vanellope pense que le crash du jeu est de sa faute, mais Ralph, honteux, confesse ce qu'il a fait. Trahie et folle de rage, Vanellope dit que Ralph n'est plus son meilleur ami et jette la médaille qu'elle lui avait faite dans le premier film. Alors que Ralph, vulnérable, retrouve la médaille, maintenant cassée en deux, Arthur le scanne et recopie ses défauts. Ceci crée une légion de copies de Ralph excessivement possessives, qui causent de sérieux dommages à Internet en cherchant Vanellope. Le vrai Ralph trouve cette dernière et essaie, avec l'aide de Yesss, d'emmener les copies vers un logiciel anti-virus, mais les clones se rassemblent et créent "Ralphzilla", une réplique géante de Ralph. Alors que ce dernier voit que la bataille est perdue, Vanellope se rend, mais Ralph ne l'accepte pas. Il confronte ses clones, avouant son égoïsme et sa possessivité envers Vanellope, disant que la séparation physique ne signifiait pas forcément la fin de leur amitié. Ses insécurités disparaissent, ainsi que tous les clones, et Internet est réparé, alors que Ralph est sauvé d'une chute mortelle par les princesses Disney.
Un peu plus tard, Shank s'arrange pour que Vanellope puisse respawn dans La Course Infernale, ce qui lui permet d'y rester définitivement. Ralph lui donne une moitié de la médaille cassée et ils se disent adieu, non sans larmes. Sugar Rush est rebranché, Ralph retourne à la salle d'arcade et compense l'absence de Vanellope en organisant des activités avec les autres personnages de jeux vidéo, tout en restant en contact avec Vanellope à l'aide d'un chat vidéo.
Scène inter-générique
Une femme conduisant sa voiture, demande à sa fillette, assise dans son siège enfant à l'arrière, si elle a aimé le film. Celle-ci répond oui, mais qu'elle est déçue de ne pas avoir vu une scène qui était dans la bande-annonce. Sa mère compatit et invite sa fille à jouer à son jeu « Pancake Milkshake » sur sa tablette pour se détendre. Un lapin et un chat sont assis de chaque côté d'une table. Le lapin est à gauche de l'écran, le chat à droite. Un pancake ou un milkshake apparait au milieu de la table. Le jeu consiste à faire glisser le pancake vers la gauche jusqu'au lapin pour qu'il le mange, et faire glisser le milkshake vers la droite jusqu'au chat pour qu'il le boive. Rapidement Ralph intervient dans le jeu en disant qu'il veut y jouer aussi. La fillette ne pouvant plus jouer observe. Le lapin, dépassé par le rythme soutenu avec lequel Ralph lui fait glisser les pancakes, commence à avoir du mal à digérer. Vanellope apporte alors un chariot sur lequel sont entassés de nombreux pancakes. Ralph se met alors à gaver le lapin qui enfle. Voyant cela, Vanellope demande à Ralph de donner également des pancakes au chat. Ralph lui répond qu'il ne peut pas, puisque le chat ne boit que des milkshakes et ne mange pas de pancake. Il fait glisser lentement un pancake vers le lapin qui l'avale péniblement. Un bruit d'éclatement se produit et la fillette, les yeux rivés sur l'écran hurle terrifiée.
Scène post-générique
Une bande-annonce propose de consulter un aperçu de La Reine des neiges 2. Le clic sur le lien provoque un Rickroll : Ralph reproduit le début du clip et le refrain de la chanson Never Gonna Give You Up, puis déclare qu'il adore cette chanson, même s'il ne comprend pas les paroles, puis annonce au spectateur qu'il n'y a plus rien à voir et qu'il va avoir du mal à se sortir cette chanson de la tête.

## Fiche technique
- Titre original : Ralph Breaks the Internet
- Titre de travail : Ralph Breaks the Internet: Wreck-It Ralph 2
- Titre français : Ralph 2.0
- Titre québécois : Ralph brise l'Internet
- Réalisation : Rich Moore, Phil Johnston
- Compositeur : Henry Jackman
- Scénario : Phil Johnston, Pamela Ribon (en)
- Société de production : Walt Disney Pictures, Walt Disney Animation Studios
- Société de distribution : Walt Disney Studios Entertainment
- Pays de production :  États-Unis
- Langue originale : anglais
- Genre : animation, action, comédie
- Durée : 110 minutes
- Dates de sortie :
  - États-Unis, Canada : 21 novembre 2018
  - Belgique : 12 décembre 2018
  - France : 13 février 2019

## Distribution

### Voix originales
- John C. Reilly : Ralph
- Jack McBrayer : Felix
- Sarah Silverman : Vanellope von Schweetz
- Jane Lynch : Tamora Jean Calhoun
- Taraji P. Henson : Yesss
- Gal Gadot : Shank
- Alan Tudyk : KnowsMore  (JeSaisTout en VF)
- Brad Garrett : Eeyore (Bourriquet en VF)
- Corey Burton : Grumpy (Grincheux en VF)
- Michael Giacchino : FN-3181
- Tim Allen : Buzz Lightyear (Buzz l'Éclair en VF)
- Ana Ortiz : maman du ballet
- Jodi Benson : Ariel
- Paige O'Hara : Belle
- Pamela Ribon (en) : Snow White (Blanche-Neige en VF)
- Linda Larkin : Jasmine
- Irene Bedard : Pocahontas
- Ming-Na Wen : Mulan
- Anika Noni Rose : Tiana
- Mandy Moore : Rapunzel (Raiponce en VF)
- Kelly Macdonald : Merida
- Jennifer Hale : Cinderella (Cendrillon en VF)
- Kate Higgins : Aurora (Aurore en VF)
- Kristen Bell : Anna d'Arendelle
- Idina Menzel : Elsa d'Arendelle
- Auli'i Cravalho : Moana (Vaiana en VF)
- Roger Craig Smith : Sonic
- Sean Giambrone (en) : eBoy
- Bill Hader : Spamley
- Vin Diesel : Baby Groot
- Dean Wellins : voix additionnelles

### Voix françaises
- François-Xavier Demaison : Ralph La Casse
- Dorothée Pousséo : Vanellope von Schweetz
- Audrey Sourdive : Shank
- Élisabeth Ventura : Shank (chant)
- Corinne Wellong : Yesss
- Jonathan Cohen : Spamley
- Donald Reignoux : Félix Fixe Jr.
- Isabelle Desplantes : Tamora Jean Calhoun
- Benoît Brière : JeSaisTout
- Xavier Fagnon : Double Dan
- Patrice Melennec : M. Litwak
- Alexis Tomassian : eBoy
- Thierry d'Armor : Mafoi et le premier commissaire-priseur
- Thierry Buisson : Petit boucher
- Carole Gioan : Felony, la présentatrice TV et le troisième commissaire-priseur
- Olivier Bénard : Pyro, Hé Nengman et la chèvre
- Juliette Poissonnier : Little Debbie, Colleen, Dani Hernandes, la maman au collant, le pop-up Instagram, le deuxième commissaire-priseur et la maman de Mo
- Annie Le Youdec : Elaine eBay
- Daniel Lobé : Lee, le fonctionnaire
- Diouc Koma : McNeely
- Patrick Raynal : Tapper
- Adeline Chetail : Taffyta Crème Brûlée
- Pauline Brunner : Adèle Machandelle, Nafisa et Tiffany
- Thomas Sagols : Jean-Hubert
- Cédric Dumond : Duncan
- Hugo Brunswick : Jimmy
- Denise Metmer : la grand-mère de Jimmy
- Angèle Humeau : Swati
- Michel Dodane : Le Fusible
- Sam Salhi : Michel
- Arnaud Léonard : Aigre Bill
- Michel Elias : Zangief
- Achille Orsoni : Gene
- Wahid Lamamra : Bourriquet
- Jean-Claude Donda : C-3PO et Grincheux
- Guillaume Bourboulon : le quatrième commissaire-priseur
- Marc Pérez : Wynnchel
- Raphaël Cohen : le premier stormtrooper
- Valéry Schatz : le deuxième stormtrooper
- François Raison : le troisième stormtrooper
- Mila Pointet : bébé Mo
- Julien Alluguette : Boyd
- Alexis Rangheard : le bloqueur de pop-up
- Mike Fedée : le soumissionnaire concurrent
- Ivan Gonzalez : Homme chez Disney
- Maeva Méline : Raiponce
- Laura Blanc : Cendrillon
- Laura Préjean : Aurore
- Marie Galey : Ariel
- Valérie Siclay : Blanche-Neige
- Léopoldine Serre : Belle
- Valérie Karsenti : Mulan
- Aurélie Konaté : Tiana
- Victoria Grosbois : Jasmine
- Audrey Sablé : Mérida
- Mathilda May : Pocahontas
- Emmylou Homs : Anna d'Arendelle
- Noémie Orphelin : Elsa d'Arendelle
- Cerise Calixte : Vaiana
- Olivier Korol : Sonic le hérisson
- Richard Darbois : Buzz l'Éclair
- Guillaume Orsat : Groot
- Christian Peythieu : voix additionnelles
- Marion Lécrivain : voix additionnelles
- Daniel Beretta : voix additionnelles

### Voix québécoises
- Philippe Laprise : Ralph La Casse [5]
- Catherine Brunet : Vanellope von Schweetz / Raiponce
- Alice Pascual : Shank
- Benoît Brière : Monsieur JeSaisTout
- Maël Davan-Soulas : Felix Fixe Jr.
- Stéfanie Dolan : Yesss
- Philippe Martin : J.P Spamley
- Claudine Chatel : Tamora Jean Calhoun
- Alexandre Daneau : Double Dan / Tapper / Dan
- Sébastien Dhavernas : M. Litwak
- Nicholas Savard L'Herbier : Eboy
- Alexandre L'Heureux : Mafoi
- Benoît Rousseau : Massacreur
- Annie Girard : Felony
- Gabriel Lessard : Pyro
- Geneviève Bédard : Little Debbie / Tiffany
- Élise Bertrand : Ebay Elaine
- Fayolle Jr. Jean : Lee, le nerd du bureau
- Frédéric Millaire-Zouvi : McNeely / Soldat impérial
- Kim Jalabert : Taffyta / Tiana
- Véronique Marchand : Adèle Machandelle / Mère de Mo
- Sébastien Reding : Rancis
- Tristan Harvey : Duncan
- Nicolas Poulin : Jimmy
- Catherine Hamann : la grand-mère de Jimmy
- Fanny-Maude Roy : Swati
- Alice Déry : Nafisa / Bébé Mo
- François Trudel : Protecteur de surtension
- Patrick Chouinard : Arthur
- Frédéric Desager : Sour Bill
- Pierre-Étienne Rouillard : Zangief
- Jessica Léveillé-Lemay : Colleen / Mère de la fillette qui aime le ballet / Abeille
- Catherine Proulx-Lemay : Show Host
- Mélanie Laberge : Lectrice de nouvelles
- Christian Perrault : Hey Nongman / Pop-up Instagram / Encanteur / Soldat impérial
- François Sasseville : Gene / C-3PO
- Nicolas Charbonneaux-Collombet : Sonic le hérisson
- Daniel Picard : Buzz Lightyear
- Vincent Potel : Bourriquet
- Guy Nadon : Grincheux
- James Hyndman : Bébé Groot
- Paul Sarrasin : Encanteur / Soldat impérial
- Louis-Olivier Mauffette : Encanteur / Soldat impérial
- Adam Moussahim : Boyd
- Olivier Bénard : Chèvre
- Thiéry Dubé : Commentateur Sugar Rush
- François Godin : Wynnchel
- Sarah-Anne Parent : Pocahontas[6]
- Véronique Claveau : Anna
- Aurélie Morgane : Elsa
- Bérénice Bejo : Mérida[7]
- Marie-Ève Sansfaçon : Ariel[8]
- Rachel Graton : Cendrillon[9]
- Mylène Mackay : Belle
- Alexa-Jeanne Dubé : Jasmine[10]
- Cerise Calixte : Moana
- Virginie Ranger-Beauregard : Aurore[11]
- Élise Cormier : Blanche-Neige
- Dominique Laniel : Mulan
- Louis-Philippe Dandenault : le bloqueur de pop-up

Source : Générique

## Production
Le 14 juillet 2017, Walt Disney Animation Studios présente des extraits de Ralph Breaks the Internet: Wreck-It Ralph 2 lors de la convention D23.
Le 1er janvier 2018, Disney diffuse une seconde bande annonce pour Ralph 2.0.
Le 23 septembre 2018, à la suite d'une campagne antiraciste pour blanchiment, Disney Animation confirme avoir redessiné dans Ralph 2.0 la princesse Tiana issue de La Princesse et la Grenouille (2009) avec une peau plus foncée,.
Le 24 novembre 2018, pour son troisième jour à l'affiche le film récolte 22 millions d'USD aux États-Unis.

## Musique
- Zero par Imagine Dragons.
- In This Place par Julia Michaels.
- La course infernale par Vanellope von Schweetz.
- Harder, Better, Faster, Stronger par Daft Punk

## Autour du film
- Mario aurait dû faire un caméo dans le film mais il n'apparaît finalement pas pour une question de droits. Charles Martinet aurait repris son rôle. Cependant, Bowser réapparait en tant que caméo et les blocs bonus de Mario sont visibles dans le film en arrière-plan.
- Les voix des princesses Disney en version originale, issues des films ou des suites et dérivés, reprennent toutes leur rôle sauf Adriana Caselotti (Blanche-Neige) par Pamela Ribon, Ilene Woods (Cendrillon) par Jennifer Hale, et Mary Costa (Aurore) par Kate Higgins. Certaines des voix françaises sont de retour pour Blanche-Neige (redoublage de 2001), Cendrillon (suites), Aurore (Les Histoires Merveilleuses : Vis tes Rêves), Ariel (voix chantée), Pocahontas, Mulan, Raiponce, Mérida, Anna et Vaiana. Léopoldine Serre (Belle 2017) succède à Bénédicte Lécroart, Aurélie Konaté remplace China Moses (Tiana), Victoria Grosbois remplace Magali Barney (Jasmine) et Noémie Orphelin remplace Anaïs Delva (Elsa). Les poitrines des princesses ont été réduites pour des raisons de sexualisation des personnages lors de la scène où ces dernières se retrouvent en t-shirts[réf. nécessaire]. Le caméo de Tiana (La Princesse et la Grenouille) a été considéré comme une mise en œuvre de whitewashing de la part du film[17].

- Dans le film, les studios ont décidé de faire une scène où c'est la voix originale et unique de Blanche-Neige, celui d'Adriana Caselotti, bien que la voix de Blanche-Neige n'est pas celui d'Adriana, mais ils lui ont rendu un fantastique hommage.
- Le rickroll de la scène post-générique est interprété en version originale par John C. Reilly, voix originale de Ralph tandis que pour la version française elle est interprétée par François-Xavier Demaison, voix française de Ralph.
- Les noms des voix françaises sont au générique de fin alors que dans le premier film, Les Mondes de Ralph, les noms des voix originales avaient été conservées pour la version française.
- Des scènes de la bande annonces pour le film ont été modifiées lors du rendu final du film (par exemple dans la bande annonce Vanellope dort dans la décharge de briques alors que dans le film elle construit une voiture avec les briques, où quand Ralph et Vanellope regardent le tableau du chat, scène qui apparaît seulement dans la bande annonce et pas dans le film).
- Dans le site de Disney, Stan Lee, le créateur de la plupart des superhéros de Marvel, apparaît comme un internaute.

Le 4 novembre 2018, The Void ouvre à la réservation les attractions de réalité virtuelle sur Ralph 2.0 dont l'ouverture est prévue le 21 novembre au Disney Springs et à Downtown Disney.
Le 16 février 2019, en relation avec la sortie de Ralph 2.0, Hasbro propose un coffret regroupant les 14 princesses Disney apparaissant dans le film avec leurs tenues modernes.